# Эльтемиров, Магомед-Эми Хусайнович
Магомед-Эми Хусайнович Эльтемиров (7 сентября 2003, Курчалой, Курчалоевский район, Чечня, Россия) — российский борец вольного стиля. Мастер спорта России по спортивной борьбе. Призёр чемпионата России.

## Спортивная карьера
Уроженец Курчалоя. Является воспитанником СШОР Курчалоевского района Чечни. В марте 2022 года в Каспийске одолев в финале Умара Умарова из Дагестана, победил на молодёжном Первенстве России U21. 29 декабря 2022 года ему было присвоено звание мастер спорта России. В августе 2023 года в Екатеринбурге на Международном фестивале университетского спорта стал бронзовым призёром. 2 мая 2024 года в Подмосковье в малом финале на предолимпийском чемпионате России, в схватке с борцом из Тувы Сайыном Казырык вышел победителем, и завоевал бронзовую медаль. 16 августа 2024 в станице Преградной Карачаево-Черкесии на Первенстве России среди юниоров до 24 лет, одолев в финале Гаджимурада Гаджиева из Дагестана, завоевал золотую медаль в весовой категории до 70 кг. 

## Спортивные результаты
- Летний Европейский юношеский Олимпийский фестиваль 2019 — ;
- Первенство России по борьбе U21 2022 — ;
- Международный фестиваль университетского спорта 2023 — ;
- Чемпионат России по вольной борьбе 2024 — ;
- Первенство России по борьбе U23 2024 — ;

## Личная жизнь
Является студентом Чеченского государственного педагогического университета